# Кина
Кина (англ. Kina) (код ISO 4217 — PGK, символ — K) — национальная валюта Папуа — Новой Гвинеи. Состоит из 100 тойя (англ. Toea).

## История
В колониальные годы на территории Германской Новой Гвинеи использовались германские марки, а также монеты германской Компании Новой Гвинеи в марках и пфеннигах, выпущенные в 1894 году.
С переходом в 1899 году власти в колонии к имперской администрации эти монеты были изъяты из обращения и заменены общегосударственными. В 1914 году выпускались ноты казначейства в марках.
На территории Британской Новой Гвинеи в обращении были первоначально британские фунты стерлингов.
1 сентября 1906 года в Папуа, а 12 сентября 1914 года в Новой Гвинее были введены австралийские фунты, а в 1929 году — специальные монеты Территории Новая Гвинея в пенсах и шиллингах (чеканились до 1945 года).
Во время японской оккупации применялись выпущенные для Океании (включая острова Гилберта, Бруней, Саравак, Северное Борнео и Соломоновы Острова) купюры серии О в 1/2, 1, 10 шиллингов и 1 фунт стерлингов.
После окончания Второй мировой войны в Новой Гвинее вновь были введены в обращение австралийские фунты, а 14 февраля 1966 года — австралийские доллары.
После получения Новой Гвинеей независимости 19 апреля 1975 года были выпущена новая национальная валюта — кина. Австралийский доллар утратил силу законного платёжного средства 1 января 1976 года.
В апреле 1985 года выпущена первая памятная банкнота. 19 апреля 2007 года изъяты из обращения монеты в 1 и 2 тойя.

## Монеты
В обращении находятся монеты достоинством:
- 5 тойя
- 10 тойя
- 20 тойя
- 50 тойя
- 1 кина
- 2 кина
- 5 кина

## Банкноты
| Изображение     | Изображение       | Номинал (кин) | Размеры | Основной цвет      | Описание | Описание | Дата выпуска |
| Лицевая сторона | Оборотная сторона | Номинал (кин) | Размеры | Основной цвет      | Лицевая сторона Архивная копия от 26 февраля 2009 на Wayback Machine                                                                                      | Оборотная сторона Архивная копия от 26 февраля 2009 на Wayback Machine | Дата выпуска |
| --------------- | ----------------- | ------------- | ------- | ------------------ | --- | --- | ------------ |
|                 |                   | 2             | 140×70  | зелёный            | Парламент Папуа — Новой Гвинеи, герб Папуа — Новой Гвинеи (изображение райской птицы, сидящей на кунду (новогвинейском барабане) и церемониальном копье). | Топор племён, населяющих предгорье вулкана Маунт-Хаген, нарукавная повязка кула племён, проживающих на берегу залива Милн, гравированные зубы собак с острова Бугенвиль, глиняный горшок с региона Сепик. | 2007         |
|                 |                   | 5             | 145×73  | фиолетовый         | Парламент Папуа — Новой Гвинеи, герб Папуа — Новой Гвинеи (изображение райской птицы, сидящей на кунду (новогвинейском барабане) и церемониальном копье). | Изображения традиционных денег Папуа — Новой Гвинеи: маска хомбули с региона Сепик, кина (ожерелье из ракушек), ожерелье из ракушек из провинции Новая Ирландия. | 2008         |
|                 |                   | 10            | 150×75  | голубой, оранжевый | Парламент Папуа — Новой Гвинеи, герб Папуа — Новой Гвинеи (изображение райской птицы, сидящей на кунду (новогвинейском барабане) и церемониальном копье). | Миска тами, перья райской птицы, кабаний клык из центральных районов Новой Гвинеи, тамбу (деньги из раковин из провинции Восточная Новая Британия). | 2008         |
|                 |                   | 20            | 150×75  | розовый, оранжевый | Парламент Папуа — Новой Гвинеи, герб Папуа — Новой Гвинеи (изображение райской птицы, сидящей на кунду (новогвинейском барабане) и церемониальном копье). | Голова кабана, наручная повязка тоэа из Центральной провинции, кроури (ожерелье из ракушек из района Маданг), орнамент из ракушек из Западной провинции. | 2007         |
|                 |                   | 50            | 150×75  | оранжевый, жёлтый  | Парламент Папуа — Новой Гвинеи, герб Папуа — Новой Гвинеи (изображение райской птицы, сидящей на кунду (новогвинейском барабане) и церемониальном копье). | Портрет Майкла Сомаре в окружении традиционных головных уборов и масок (племени баининг из Восточной Новой Британии, ороколо из провинции Галф, хули, тубуан из Восточной Новой Британии, западный сепик и малаган из Новой Ирландии, мекео и сиасси), а также копья каркар и художественная интерпретации тапы из провинции Оро. | 1999         |
|                 |                   | 100           |         | зелёный, оранжевый | Парламент Папуа — Новой Гвинеи, герб Папуа — Новой Гвинеи (изображение райской птицы, сидящей на кунду (новогвинейском барабане) и церемониальном копье). | Изображение основных отраслей экономики Папуа — Новой Гвинеи (горнодобывающая, нефтяная промышленность, транспортировка, технологии) | 2005         |
|                 |                   |               |         |                    | | |              |